# Clare Thomas
Clare Lucy Thomas (Buckinghamshire, Reino Unido, 2 de abril de 1989) es una actriz británica, más conocida por interpretar a Ingrid Drácula en la serie Young Drácula.

## Biografía
Se educó en la Beaconsfield High School, y actualmente asiste a la Royal Academy of Dramatic Art. Apareció en la película Madeline (1998), como Aggie.
En 2006 fue elegida para el papel coprotagonista de Ingrid Drácula en la serie británica El joven Drácula. La serie gira en torno a la familia de vampiros Drácula, tratando de vivir en un pequeño pueblo rural de Gales después de mudarse desde Transilvania. Su personaje es uno de los pocos miembros del elenco que han aparecido en todos los episodios desde la primera temporada en 2006. Hizo una aparición en la serie Holby City, como la hijastra de un paciente.

## Filmografía
| Año        | Título                     | Papel           |
| Televisión | Televisión                 | Televisión      |
| ---------- | -------------------------- | --------------- |
| 2001       | There's a Viking in my Bed | Zoe Ellis       |
| 2004       | Bus Life                   | Cameo           |
| 2004       | Fungus the Bogeyman        | Jessica White   |
| 2006–2014  | Young Dracula              | Ingrid Drácula  |
| 2008       | The Sarah Jane Adventures  | Lucy Skinner    |
| 2008       | Holby City                 | Bella MacDonald |
| 2009       | Doctors                    | Jodie Ramsey    |
| 2009       | Po5T                       | Jaymee          |
| 2012       | 12 Again                   | Cameo           |
| 2012       | Hacker Time                | Cameo           |
| Cine       |                            |                 |
| 1998       | Madeline                   | Aggie           |
| 2000       | Los niños del ferrocarril  | Phyllis         |
| 2003       | Quicksand                  | Emma            |